# La Vie d'artiste (compilation)
Pour les articles homonymes, voir La Vie d'artiste.

La Vie d'artiste est un double CD « Long box », compilant l'intégralité des titres enregistrés chez Le Chant du Monde (1947-1953), par Léo Ferré. Il sort en 1998.
La compilation inclut également 3 titres inédits provenant des archives personnelles de l'artiste et 6 autres inédits retrouvés dans les archives de l'INA.

## Historique
Le 3 mars 1947, Léo Ferré signe son premier contrat avec un éditeur musical : Le Chant du Monde, maison d'édition affiliée au parti communiste. Mis à part « La Chanson du scaphandrier », Ferré n'enregistra aucune des chansons sur lesquelles il cède l'exclusivité des droits au Chant du monde, sans doute parce qu'il les envisage comme un corpus destiné aux interprètes. À ce stade, Ferré n'est pas encore certain de vouloir chanter lui-même. Il le fait par nécessité, pour gagner sa vie.
En juin 1950, Léo Ferré renouvelle son contrat avec Le Chant du Monde pour trois ans. Cette fois, le contrat concerne l'édition phonographique, Ferré va pouvoir enfin s'enregistrer.

Dès le 26 juin, il est en studio, et, s'accompagnant lui-même au piano, il enregistre quatorze chansons, dont douze sont diffusées en 78 tours
En 1953, Léo Ferré rejoint la maison de disques Odeon. Le Chant du Monde lui rappelle qu'il ne s'est pas acquitté du nombre de chansons à leur fournir stipulé dans son contrat. Aussi Ferré retourne-t-il en studio pour leur compte, choisissant de réenregistrer, toujours au piano mais dans de meilleures conditions techniques, onze des douze titres précédemment diffusés en 1950 (« Le Temps des roses rouges » est écartée car elle aurait été jugée « anti-communiste » par la maison de disque). Ces sessions donnent naissance au 33 tours 25 cm Chansons de Léo Ferré, qui paraît début 1954.

### Autour du Long box
- Référence originale : Le Chant du Monde 5741091.92

## Titres
- Textes et musiques sont de Léo Ferré sauf indications contraires.
- Le CD1 regroupe les titres enregistrés en 1953 (1 à 11, qui forment l'album Chansons de Léo Ferré, paru en 1954), ainsi que 6 titres issus des archives de l'INA (12 à 17).

| 1.  | La Vie d'artiste           | Francis Claude, Léo Ferré   | 3:18 |
| 2.  | À Saint-Germain-des-Prés   |                             | 3:12 |
| 3.  | Le Flamenco de Paris       |                             | 2:50 |
| 4.  | Les Forains                |                             | 3:24 |
| 5.  | Monsieur Tout-Blanc        |                             | 4:00 |
| 6.  | L'Esprit de famille        |                             | 2:32 |
| 7.  | L'Île Saint-Louis          | Francis Claude, Léo Ferré   | 3:48 |
| 8.  | La Chanson du scaphandrier | René Baer                   | 2:57 |
| 9.  | Barbarie                   |                             | 3:21 |
| 10. | L'Inconnue de Londres      |                             | 4:06 |
| 11. | Le Bateau espagnol         |                             | 4:08 |
| 12. | Madame Angleterre (1950)   |                             | 2:51 |
| 13. | À la Villette (1950)       |                             | 1:37 |
| 14. | Les Châteaux (1949)        | Georges Ribemont-Dessaignes | 2:06 |
| 15. | La Rengaine d'amour (1948) |                             | 3:42 |
| 16. | Le Métro (1948)            | Francis Claude, Léo Ferré   | 2:20 |
| 17. | Paris (1948)               |                             | 1:25 |

- Le CD2 inclut les titres enregistrés en 1950 (titres de 1 à 14 - on les retrouve sur l'album posthume Le Temps des roses rouges, paru en 2000) et 3 titres retrouvés dans les archives personnelles de Léo Ferré (15 à 17).

| 1.  | Le Temps des roses rouges                      |                           | 2:37 |
| 2.  | L'Esprit de famille                            |                           | 2:29 |
| 3.  | Barbarie                                       |                           | 3:22 |
| 4.  | L'Inconnue de Londres                          |                           | 3:09 |
| 5.  | Le Flamenco de Paris                           |                           | 1:38 |
| 6.  | Les Forains                                    |                           | 2:58 |
| 7.  | À Saint-Germain-des-Prés                       |                           | 2:29 |
| 8.  | Monsieur Tout-Blanc                            |                           | 3:21 |
| 9.  | L'Île Saint-Louis                              | Francis Claude, Léo Ferré | 3:07 |
| 10. | Le Bateau espagnol                             |                           | 3:25 |
| 11. | La Chanson du scaphandrier                     | René Baer                 | 2:29 |
| 12. | La Vie d'artiste                               | Francis Claude, Léo Ferré | 2:45 |
| 13. | Monsieur William                               | Jean-Roger Caussimon      | 3:10 |
| 14. | La Femme adultère                              |                           | 1:28 |
| 15. | L'Opéra du ciel (date de réalisation inconnue) |                           | 6:30 |
| 16. | Suzon (id)                                     |                           | 3:13 |
| 17. | Ils broyaient du noir (id)                     |                           | 1:38 |